# Phaseolus parvulus
Phaseolus parvulus är en ärtväxtart som beskrevs av Edward Lee Greene. Phaseolus parvulus ingår i släktet bönor, och familjen ärtväxter. Inga underarter finns listade i Catalogue of Life.